# Anomala parallela
Anomala parallela är en skalbaggsart som beskrevs av Benderitter 1929. Anomala parallela ingår i släktet Anomala och familjen Rutelidae. Inga underarter finns listade i Catalogue of Life.